# Bulbophyllum mirabile
Bulbophyllum mirabile é uma espécie de orquídea (família Orchidaceae) pertencente ao gênero Bulbophyllum. Foi descrita por Hallier f. em 1889.